# Pycnosphaera buchananii
Pycnosphaera buchananii är en gentianaväxtart som först beskrevs av Bak., och fick sitt nu gällande namn av Nicholas Edward Brown. Pycnosphaera buchananii ingår i släktet Pycnosphaera och familjen gentianaväxter. Inga underarter finns listade i Catalogue of Life.